# Gmina Tar-Vabriga
Tar-Vabriga (wł. Torre-Abrega) – gmina w Chorwacji, w żupanii istryjskiej. W 2011 roku liczyła 1990 mieszkańców.

## Miejscowości
Miejscowości wchodzące w skład gminy Tar-Vabriga:
- Frata
- Gedići
- Perci
- Rošini
- Tar (wł. Torre)
- Vabriga (wł. Abrega)